# Société nationale française de gastro-entérologie
La Société nationale française de gastro-entérologie (SNFGE) est une société savante française qui contribue au développement des connaissances en d'hépato-gastroentérologie et en oncologie digestive.